# 장충식 (1929년)
장충식(1929년 ~)은 전남광주시의원, 전라남도의원을 지냈다. 1958년 5월 25일 1958년 대한민국 재보궐선거 광주시의원 보궐선거에 당선되었다. 1958년 12월 19일, 국가보안법 통과에 반대했다 난투극에 휩싸였다. 4.19 혁명 당시 부인이 경찰에 연행되어 피해를 입었다. 1960년 지방선거에서 전라남도의회에 당선되었다.
가족으로 장재식(동생), 장하진(딸), 장하성(아들) 등이 있다. 2017년 당시 생존해있었다. 현재 부고 기사가 없어 살아있는 것으로 추정된다. 장진섭 가문은 2011년 올해의 명가상을 수상했다.
1. ↑  https://newslibrary.naver.com/viewer/index.naver?articleId=1958072900329203014&editNo=2&printCount=1&publishDate=1958-07-29&officeId=00032&pageNo=3&printNo=4049&publishType=00020
2. ↑  https://newslibrary.naver.com/viewer/index.naver?articleId=1958122100329102012&editNo=2&printCount=1&publishDate=1958-12-21&officeId=00032&pageNo=2&printNo=4194&publishType=00010
3. ↑  https://newslibrary.naver.com/viewer/index.naver?articleId=1960042300209204001&editNo=2&printCount=1&publishDate=1960-04-23&officeId=00020&pageNo=4&printNo=11705&publishType=00020
4. ↑  https://newslibrary.naver.com/viewer/index.naver?articleId=1960121300329201003&editNo=1&printCount=1&publishDate=1960-12-13&officeId=00032&pageNo=1&printNo=4557&publishType=00020
5. ↑  https://www.khan.co.kr/economy/economy-general/article/201705211659001